# El equilibrio del terror (Star Trek: la serie original)
"El equilibrio del terror" es el episodio 14 en ser transmitido y el episodio 8 en ser producido de la primera temporada de Star Trek: La serie original que fue transmitido el 15 de diciembre de 1966, escrito por Paul Schneider y dirigido por Vincent McEveety. El episodio es una versión de ciencia ficción de las películas de submarinos; basado en las películas Run Silent, Run Deep y The Enemy Below, presentando a la Enterprise como una nave de superficie y la nave Romulana como un submarino.
Este episodio introduce a los romulanos. Adicionalmente, Mark Lenard, actuando como el comandante romulano, hace su primera aparición en Star Trek. Más tarde Lenard representaría al padre vulcaniano de Spock, Sarek (Star Trek), en varios episodios y películas, y también aparece como el comandante klingon en Star Trek: The Motion Picture. Estos roles hicieron que Lenard fuera el primer actor en representar a personajes de las tres razas prominentes de Star Trek.
El 16 de septiembre de 2006, "El equilibrio del Terror" se convirtió en el primer episodio de Star Trek en ser remasterizado digitalmente, incluyendo nuevos y mejorados efectos visuales, en ser transmitido.
En la versión Bluray publicada el 28 de abril de 2009 por la Paramount, ASIN: B001TH16DS, CBS Blu Ray 14241, el título de este episodio en el audio en español es dado como Balance del Terror.

## Trama
La nave estelar USS Enterprise bajo el mando del capitán James T. Kirk se encuentra inspeccionando una línea de puestos de vigilancia de la Federación, sólo para encontrar que éstos están siendo destruidos por un enemigo desconocido. El último en ser destruido es el Puesto de Vigilancia 4 cerca de la zona neutral romulana. El teniente comandante Spock explica que la zona neutral fue creada después de un tratado que finalizó la guerra entre la Tierra y Rómulo un siglo atrás (Durante la explicación se muestra un mapa de la zona neutral que muestra el planeta Rómulo y a un segundo planeta marcado como Romii, a pesar de que Kirk se refiere a ellos como  Rómulo y Remo). Debido a la falta de comunicaciones visuales, las dos razas nunca se han visto entre sí y sólo se comunicaban a través de la radio subespacial. Kirk teme que los romulanos se están preparando para otra guerra..
Kirk descubre que el atacante es una solitaria Ave de Presa romulana equipada con un dispositivo de ocultamiento. El ocultamiento no es perfecto, la Enterprise puede seguir a la nave, la cual está regresando a su base para informar acerca de las debilidades en las defensas de la Federación. La Enterprise logra recuperar el video de una cámara de seguridad interna de la nave romulana, revelando que la apariencia de los romulanos es casi idéntica a lo de los vulcanianos. El teniente Stiles, cuya familia combatió y murió en la guerra entre la Tierra y Rómulo, comienza a sospechar que Spock es un traidor.
Durante una reunión para evaluar las capacidades de la nave romulana, Stiles sugiere que la Enterprise ataque a los romulanos antes de que alcancen la Zona Neutral. Spock está de acuerdo con la sugerencia de Stiles, deduciendo que los romulanos son probablemente un offshoot de los vulcanos de un tiempo en que la ira y la guerra sin cuartel era lo dominante, antes de que la filosofía de la lógica se convirtiera en la razón principal de la cultura vulcana. Spock razona que si los romulanos retienen la filosofía marcial de Vulcano antes del cambio a una vida de lógica, ellos seguramente inferirán una debilidad en la falta de respuesta por parte de la Federación y lanzarán una guerra total.
Se desarrolla un juego del gato y un ratón entre las dos naves, cada una con fortalezas y debilidades. La Enterprise es más rápida y maniobrable, mientras que la nave romulana tiene el dispositivo de ocultamiento y torpedos de plasma inmensamente destructivos pero con un alcance limitado y que para dispararlos se requiere de tanta energía que la nave debe apagar su dispositivo de ocultamiento mientras los dispara. Así los dos comandantes se traban en una lucha de voluntades, en un punto del combate el comandante romulano se refiere a Kirk como un "hechicero" que puede leer sus pensamientos.
En el acto final los romulanos, casi derrotados, echan por la borda un arma nuclear junto con otros despojos con la esperanza de que la Enterprise se acercará lo suficiente al arma para ser destruida. Sin embargo, Kirk sospecha una trampa y ordena un disparo a boca de jarro de las fáseres lo que detona la bomba. La Enterprise es dañada severamente por la explosión, Kirk decide usar esto para su ventaja, ordenando que la nave funcione a mínima energía para exagerar el daño. Aunque el combustible de la nave romulana se está acabando, un miembro de la tripulación con conexiones al pretor romulano convence a su comandante de acabar con la aparentemente dañada Enterprise. Cuando la nave romulana apaga su dispositivo de ocultamiento para disparar un torpedo, Kirk trata de atraparla, pero el fallo de un equipo deja a las fáseres de la Enterprise fuera de línea y a Mr. Stiles incapacitado. Spock rescata a Stiles y dispara las fáseres justo a tiempo para que la Enterprise incapacite a la nave romulana.
Kirk llama a la nave romulana y finalmente se comunica directamente con su contraparte ofreciéndole recoger a los supervivientes. El comandante romulano declina el ofrecimiento, diciendo que "no es nuestra costumbre" aceptar tal tipo de asistencia. El comandante expresa su pesar de que él y Kirk vivan en la forma que lo hacen, agregando que "en una realidad diferente, podríamos haber sido amigos". Luego agrega "tengo un deber más que hacer", y a continuación presiona el botón de autodestrucción de su nave, impidiendo que su tripulación y su tecnología caigan en manos de la Federación.

## Remasterización del aniversario de los 40 años
Este episodio fue remasterizado digitalmente en el año 2006 para televisión de alta definición y fue transmitido por primera vez el 16 de septiembre de 2006 para marcar el aniversario de los 40 años de la premier de Star Trek. Fue seguido por "Miri" que algunas redes afiliadas escogieron transmitir inmediatamente después. Además de mejorar el sonido y la imagen, la remasterización también alteró elementos del episodio original. Además de todas las animaciones por computador de la USS Enterprise que es lo normal en las revisiones, los cambios específicos en este episodio incluyen:
- Refinamientos CGI al Ave de Presa, mostrando las placas del casco en forma individual.
- Las explosiones de los fáser y de los torpedos de plasma fueron retrabajados y la luz de las armas se refleja en el casco de la Enterprise.
- El cometa fue actualizado haciéndolo aparecer más realista.

## Recepción
Zack Handlen de The A.V. Club calificó al episodio con una 'A', describiendo al episodio como "uno de los más fuertes de la TOS, introduciendo a una nueva raza extraterrestre, así como proporcionando una pieza muy importante de la mitología de Star Trek" y observando que "ver a Kirk superando a su enemigo, al punto incluso de ganar el respeto de ese enemigo, es muy bueno".

## Continuidad
IDW Publishing publicó una precuela llamada Foco sobre los Extraterrestres de Star Trek: Romulanos (en inglés Star Trek Alien Spotlight: Romulans) y una secuela llamada Star Trek Romulanos de Star Trek: La Corona Hueca (en inglés Star Trek Romulans: The Hollow Crown).